# Dempsey i Makepeace na tropie
Dempsey i Makepeace na tropie (Dempsey & Makepeace) – brytyjski serial kryminalno-komediowy, wyemitowany w latach 1985-1986.

## Zarys fabuły serialu
Głównym bohaterem jest porucznik policji nowojorskiej James Dempsey. Podczas jednej z akcji dotyczącej śledztwa przeciwko aferze korupcyjnej, zabija swojego partnera, który nieoczekiwanie go wrobił. Na Dempseya zostaje wydany wyrok śmierci, w związku z czym nie jest on już bezpieczny w USA. W ramach programu ochrony świadków oraz wymian funkcjonariuszy, zostaje wysłany do Londynu. Jest to dla niego jednocześnie wkroczenie w świat obyczajów, których w Nowym Jorku nigdy nie widział. Zostaje przydzielony do elitarnej jednostki londyńskiej policji S.I.10. Rozpoczyna współpracę z sierżant Harriet Makepeace, niezwykle piękną policjantką o ciężkim charakterze. Temperamenty pary policjantów przyczyniają się do licznych konfliktów i zabawnych sytuacji. Dodatkowym powodem antagonizmów między bohaterami jest wzajemny pociąg fizyczny, którego jedynie Dempsey nie próbuje ukrywać. Z każdą kolejną akcją kryminalną Dempsey i Makepeace tworzą coraz lepiej rozumiejący się duet. 

## Obsada
- Michael Brandon – por. James Dempsey (wszystkie 30 odcinków)
- Glynis Barber – detektyw sierż. Harriet Makepeace (30)
- Ray Smith – Gordon Spikings (30)
- Tony Osoba – detektyw sierż. Chas Jarvis (27)[1]
- Gareth Milne – były spadochroniarz (4)
- Ralph Michael – lord Winfield (3)
- Colin McFarlane – detektyw sierż. Watson (3)
- Jonathan Docker-Drysdale – detektyw sierż. Ward (3)
- Nick Hobbs – były spadochroniarz (3)
- Wayne Michaels – były spadochroniarz (3)
- Roy Alon – właściciel łodzi (3)
- Peter Brace – wynajęty morderca (3)
- Jill St. John – Mara Giardino (2)
- Nick Brimble – Keith Lymon (2)
- Michael Shannon – Conrad (2)
- Jonathan Linsley – Butch (2)
- Tony Stephens – zamaskowany mężczyzna (2)
- Kim Wall – D.C. Fry (2)
- Greg Powell – Ginger Danson (2)
- Bruce Boa – Coltrane (2)
- Trevor Steedman – opiekun sprzedawcy
- Chris Webb – zakapturzony motocyklista #2 (2)
- William Haden – uprawiający jogging agent S.I.10 (2)

W jednym z epizodów odcinka pt. Love You to Death wystąpiła piosenkarka Suzi Quatro.

## Wydania DVD
Od połowy grudnia 2004 roku w Polsce odcinki serialu były co dwa tygodnie dołączane na płytach DVD i VCD do magazynu telewizyjnego Tv Okey!. Później część z nich ukazała się w kolejnej serii kolekcjonerskiej, a dnia 8 grudnia 2008 roku wydany został tradycyjny box z odcinkami sezonu 1. Polskie wydanie DVD/VCD było pierwszym takim w historii serialu. W Wielkiej Brytanii serial w tej formie ukazał się dopiero w roku 2006 - na płytach nie zamieszczono jednak wszystkich odcinków, ale dodano materiały bonusowe.